# Kroll-Prozess
Der Kroll-Prozess ist ein von William Justin Kroll erfundenes und im Jahr 1937 patentiertes Verfahren zur Gewinnung von technisch reinem Titan.
Ilmenit (FeTiO3) ist wichtiger Ausgangsstoff für die Titanherstellung. Um aus dem Ilmenit Rutil (TiO2) herzustellen, wird es im Lichtbogen mit Kohlenstoff reduziert. Das flüssige Eisen sammelt sich am Boden und wird von Zeit zu Zeit abgestochen.
{\displaystyle {\ce {FeTiO3 + C -> Fe + TiO2 + CO}}}
Häufig geht man industriell jedoch direkt vom natürlichen Rutil oder vom synthetischen Rutil (gewonnen durch H2SO4-Laugung von Ilmenit) aus. Früher hatten auch die Titanschlacken (s. u.) Bedeutung.
TiO2 (Titan(IV)-oxid) wird im Chloridverfahren bei Temperaturen von 750–1000 °C mit Chlor und Koks zu Titantetrachlorid (Titan(IV)-chlorid) umgesetzt (reduzierende Chlorierung).
{\displaystyle {\ce {TiO2 + 2C + 2Cl2 -> TiCl4 + 2CO}}}
Das Titanchlorid wird durch fraktionierte Destillation und meist u. a. einer Vanadiumentfernung von den im Erz vorhandenen Verunreinigungen getrennt. Das Ausgangsmaterial für das Kroll-Verfahren ist reines Titantetrachlorid, das ohnehin in sehr großen Mengen für die Weißpigmentherstellung zur Verfügung steht. Das reine TiCl4 wird mit Magnesium bei Temperaturen von ca. 800–900 °C unter einer Schutzgasatmosphäre (Helium, Argon) zum metallischen Titan reduziert.
{\displaystyle {\ce {TiCl4 + 2Mg -> Ti + 2MgCl2}}}
Das Magnesiumchlorid (MgCl2) wird in der Hauptmenge diskontinuierlich abgestochen. Aufgrund des Prinzips vom kleinsten Zwang wird dadurch immer mehr Titan nachgebildet. Die eingeschlossenen Reste des Magnesiumchlorids sowie die Reste von nicht umgesetztem Magnesium, das im Überschuss vorgelegt wird, werden entweder mit Salzsäure aus dem Titanschwamm herausgelöst oder besser, da eine höhere Reinheit erzielt wird, mittels Vakuumdestillation entfernt.
Das Krollverfahren liefert den sog. Titanschwamm, eine harte, poröse Masse, die nach der Vakuumdestillation aufwändig mittels Drehen oder anderen Zerspanungsverfahren aus der Prozessanlage herausgearbeitet werden muss. Früher erfolgte dies sogar mit dem Presslufthammer. Ähnliches gilt für das Hunter-Verfahren.
Weiterverarbeitung zu einem ersten technisch verwertbaren Produkt (Ingot):
Dieser Titanschwamm muss anschließend zu meterlangen Abschmelzelektroden verpresst werden (Durchmesser je nach Ofen typisch 500 bis 1200 mm), evtl. Legierungsbestandteile (wie Al, V) werden als Streifen außen angeschweißt. Meist ist ein dreifaches Umschmelzen in einem Vakuumlichtbogenofen erforderlich, um technisch verwendbare, homogene Titaningots (Gießbarren) zu erhalten. Als Wandmaterial ist infolge der hohen Reaktivität von heißem und flüssigem Titan ausschließlich wassergekühltes Kupfer einsetzbar.
Nach dem älteren Hunter-Verfahren wird TiCl4 mit Na statt mit Mg umgesetzt.
Sowohl das gebildete NaCl als auch MgCl2 sind thermodynamisch stabiler, die Reaktionen verlaufen praktisch vollständig und auch sehr exotherm.
Technisches Titan (Grade 2) enthält bis zu 0,3 % Eisen sowie auch noch bis ca. 0,25 % Sauerstoff.
Diese nach wie vor besonders aufwendige Herstellung unter Verbrauch von metallischem Magnesium bestimmt auch den hohen Preis.
Die Herstellung von reinerem Ti (in Kleinmengen) erfolgt – wie bei vielen anderen Metallen auch – über das Van-Arkel-de-Boer-Verfahren.